# NGC 7781
NGC 7781 é uma galáxia espiral (S) localizada na direcção da constelação de Pisces. Possui uma declinação de +07° 51' 39" e uma ascensão recta de 23 horas, 53 minutos e 45,9 segundos.
A galáxia NGC 7781 foi descoberta em 16 de Agosto de 1830 por John Herschel.